# Pullman Company
La Compañía Pullman , fundada por George Pullman, fue un fabricante de material rodante desde mediados y finales del siglo XIX hasta la primera mitad del siglo XX, durante el auge de los ferrocarriles en los Estados Unidos. A través del rápido desarrollo de la producción en masa a finales del siglo XIX y la adquisición de rivales, la empresa desarrolló un virtual monopolio sobre la producción y propiedad de coches cama.
Durante una grave recesión económica, la Huelga Pullman de 1894 por parte de los trabajadores de la empresa resultó ser un momento transformador en la historia laboral estadounidense. En su apogeo a principios del siglo XX, sus automóviles albergaban a 26 millones de personas al año y, de hecho, operaba "el hotel más grande del mundo". Sus trabajadores de producción vivían inicialmente en una comunidad de trabajadores planificada, conocida como ciudad de la empresa , llamado Pullman, Chicago.
Pullman desarrolló el coche cama, que llevó su nombre hasta los años 1980. Pullman no solo fabricaba los vagones, sino que también los operaba en la mayoría de los ferrocarriles de Estados Unidos, pagando a las empresas ferroviarias para que acoplaran los vagones a los trenes. A cambio, a mediados del siglo XX, estos ferrocarriles serían dueños absolutos de Pullman. Un sindicato asociado a la empresa, la Brotherhood of Sleeping Car Porters, fundado y organizado por A. Philip Randolph, fue una de las entidades políticas afroamericanas más poderosas del siglo XX. La empresa también construyó miles de tranvías y trolebuses para su uso en las ciudades. Los cambios posteriores a la Segunda Guerra Mundial en El transporte de automóviles y aviones provocó una fuerte caída de la suerte de la empresa. Se derrumbó en 1968 y una empresa sucesora continuó sus operaciones hasta 1981.

## Historia
Después de pasar la noche durmiendo en su asiento en un viaje en tren desde Buffalo a Westfield, Nueva York, George Pullman se inspiró para diseñar un vagón de pasajeros mejorado que contenía literas para dormir para todos sus pasajeros. Durante el día, la litera superior se plegaba hacia arriba de forma similar al compartimento superior para equipaje de un avión actual. Por la noche, la litera superior se abatía y los dos asientos enfrentados de debajo se plegaban para proporcionar una litera inferior relativamente cómoda. Aunque se trataba de un alojamiento algo espartano para los estándares actuales, supuso una gran mejora con respecto a la distribución anterior. Las cortinas proporcionaban privacidad y había baños en cada extremo del vagón para hombres y mujeres. El primer autocar Pullman se construyó en las tiendas de Chicago & Alton en Bloomington, Illinois en la primavera de 1859 con el permiso del presidente de Chicago & Alton, Joel A. Matteson.
Pullman estableció su empresa en 1862 y construyó vagones cama de lujo que presentaban alfombras, cortinas, sillas tapizadas, bibliotecas, mesas de juego y un nivel incomparable de servicio al cliente. Las ruedas de papel patentadas proporcionaron una marcha más silenciosa y suave que las ruedas de hierro fundido convencionales desde 1867 hasta 1915. Pullman Company, que alguna vez fue un nombre familiar debido a su gran participación de mercado, también es conocida por la amarga Pullman Strike protagonizada por sus trabajadores y líderes sindicales en 1894. Durante una recesión económica] , Pullman redujo las horas y los salarios, pero no los alquileres, lo que precipitó la huelga. Los trabajadores se unieron al American Railway Union, dirigido por Eugene V. Debs.
Después de la muerte de George Pullman en 1897, Robert Todd Lincoln, hijo de Abraham Lincoln, se convirtió en presidente de la empresa. Pullman compró la Standard Steel Car Company en 1930 en medio de la Gran Depresión, y la entidad fusionada se conocía como Pullman-Standard Car Manufacturing Company. La compañía cerró su fábrica en el barrio Pullman Pullman, Chicago de Chicago en 1955. La compañía cesó la producción después de los vagones Amtrak Superliner (automotor) en 1982 y sus diseños restantes se compraron en 1987. cuando fue absorbida por Bombardier.

## Galería de vagones de ferrocarril Pullman
Este vagón privado Pullman, que estaba disponible para alquiler, fue construido por Pullman Company en 1911, también conocido como Superintendent's Car fue uno de los dieciocho vagones construidos en 1927. De la empresa Pullman en el marco del cuarto pedido de vehículos comerciales para los jefes de división. Construido en 1928, el 'Amundsen', según se informa, llevó en diferentes ocasiones a los presidentes Herbert Hoover, Franklin D. Roosevelt, Harry S. Truman y Dwight D. Eisenhower.

## Historia corporativa
La Pullman Palace Car Co. original se organizó el 22 de febrero de 1867.

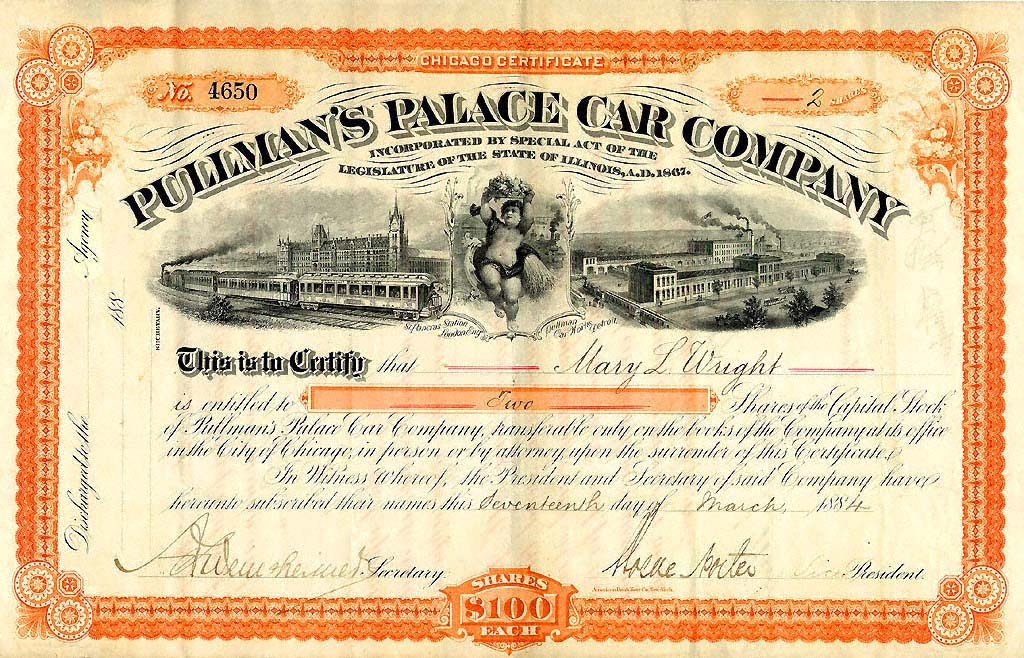
Certificado de acciones de capital de Pullman's Palace Car Co. (1884)

El 1 de enero de 1900, después de comprar numerosas empresas asociadas y competidoras, se reorganizó como The Pullman Co., caracterizada por su frase característica: "Viaje y duerma con seguridad y comodidad".

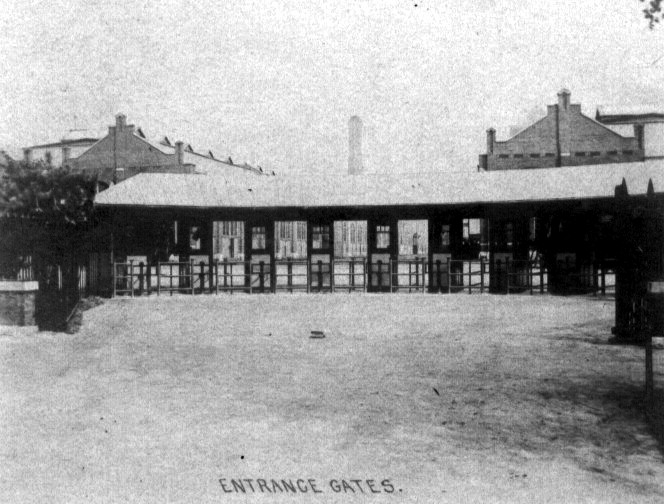
Puertas de entrada a la fábrica de Calumet de la empresa, alrededor de 1900

En 1924, se organizó Pullman Car & Manufacturing Corporation a partir del anterior departamento de fabricación de Pullman, para consolidar los intereses de construcción de automóviles de The Pullman Co. La empresa matriz, The Pullman Co., se reorganizó como Pullman, Inc. ., el 21 de junio de 1927.

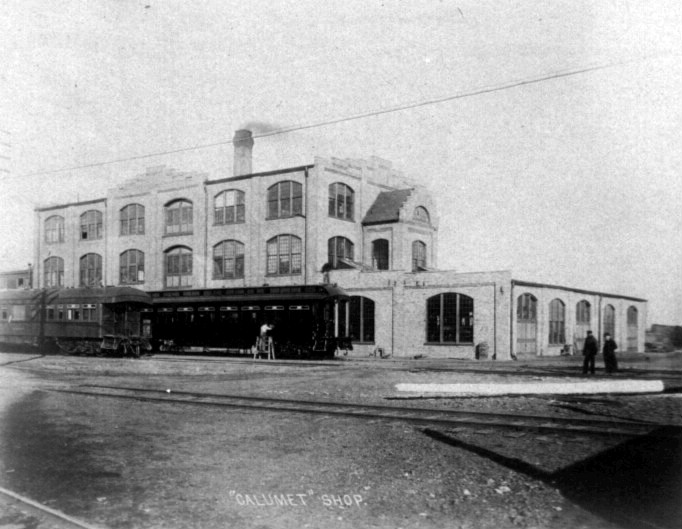
Las obras de Calumet, alrededor de 1900

Los mejores años para Pullman fueron mediados de los años 1920. En 1925, la flota creció a 9.800 coches. Pullman Co. empleó a veintiocho mil conductores y doce mil porteadores. Pullman construyó su último coche cama pesado estándar en febrero de 1931.

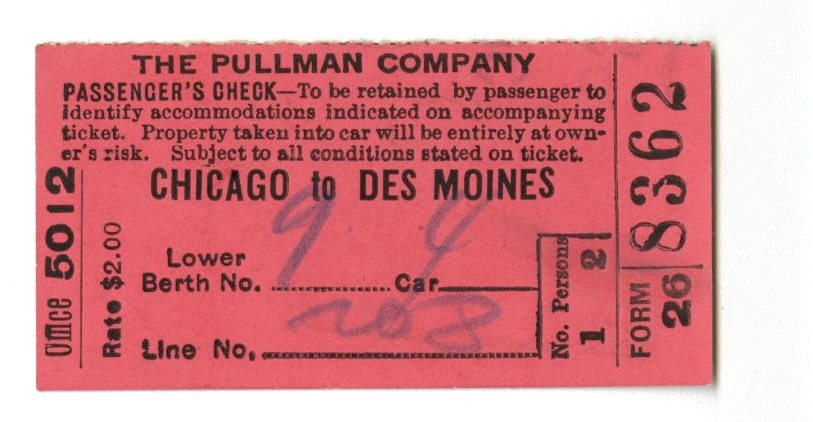
El boleto de The Pullman Company de Chicago a Des Moines

Pullman compró una participación mayoritaria en Standard Steel Car Company en 1929, y el 26 de diciembre de 1934, Pullman Car & Manufacturing, junto con varias otras subsidiarias de Pullman, Inc., se fusionó con Standard Steel Car Co. y sus subsidiarias para formar la 'Compañía de fabricación de automóviles Pullman-Standard. Pullman-Standard permaneció en el negocio de fabricación de vagones de ferrocarril hasta 1982. Standard Steel Car Co., se organizó el 2 de enero de 1902 para operar una instalación de fabricación de vagones de ferrocarril en Butler, Pennsylvania y, después de 1906, una instalación en Hammond, Indiana, se reorganizó como una subsidiaria de Pullman, Inc., el 1 de marzo de 1930.

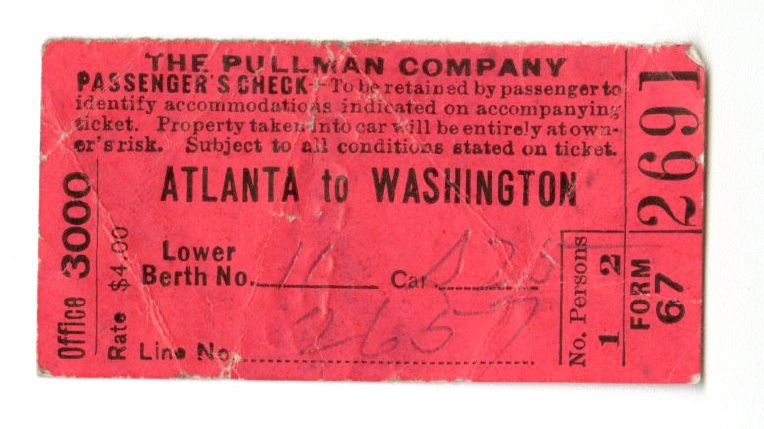
Boleto de The Pullman Company de Atlanta a Washington

En 1940, justo cuando aumentaban los pedidos de automóviles livianos y crecía el tráfico de automóviles cama, el Departamento de Justicia de los Estados Unidos presentó una denuncia antimonopolio contra Pullman Incorporated en el Estados Unidos Tribunal de Distrito de Filadelfia (Acción Civil N.º 994). El gobierno federal Gobierno federal de los Estados Unidos intentó separar las operaciones de coches cama de la empresa de sus actividades de fabricación. En 1944, el tribunal estuvo de acuerdo y ordenó a Pullman Incorporated que se deshiciera de Pullman Company (operativa) o de Pullman-Standard Car Manufacturing Company (fabricante). Después de tres años de negociaciones, Pullman Company fue vendida a un consorcio de 57 ferrocarriles por aproximadamente 40 millones de dólares.
En 1943, Pullman Standard estableció una división de construcción naval y se dedicó al diseño y construcción de barcos pequeños en tiempos de guerra. El patio estaba ubicado cerca de Lake Calumet en Chicago, en el lado norte de 130th Street. Pullman construyó los barcos en bloques de 40 toneladas que se ensamblaron en un taller de fabricación en la calle 111 y se trasladaron al patio en vagones góndola. En dos años, la empresa construyó 34 Corvette PCE, que medían 180 pies de largo y pesaban 640 toneladas, y 44 LSM, que medían 203 pies de largo y pesaban 520 toneladas. Pullman ocupó el puesto 56 entre las corporaciones estadounidenses en el valor de los contratos de producción militar de la Segunda Guerra Mundial.
Pullman-Standard construyó su último coche cama en 1956 y sus últimos turismos ligeros en 1965, un pedido de diez vagones para Kansas City Southern. La compañía continuó comercializando y fabricando vagones para el servicio de metro y tren de cercanías y Superliner para Amtrak hasta finales de los años 1970 y principios de los 1980.
A partir de 1975, Pullman comenzó a entregar los enormes 754 75 pies (22,9 m) vagones de metro de acero inoxidable a la Autoridad de Tránsito de la Ciudad de Nueva York. Designados R46 por su contrato de adquisición, estos vagones, junto con el vagón de metro R44 construido por St. Louis Car Company, fueron diseñados para velocidades de 70 mph (112,7 km/h) en el Metro de la Segunda Avenida. Después de que se aplazara el Programa de Acción en 1975, la Autoridad de Tránsito asignó los vagones a otros servicios de metro. Pullman También construyó vagones de metro para la Autoridad de Transporte de la Bahía de Massachusetts, que los asignó a la Línea Roja. Pullman-Standard se separó de Pullman, Inc., como Pullman Technology, Inc., en 1981, y se vendió a Bombardier en 1987.

### Caso antimonopolio Pullman
En "Estados Unidos contra Pullman Co.", 50 F. Supp. 123, 126, 137 (E.D. Pa. 1943), se ordenó a la empresa que se deshiciera de una de sus dos líneas de negocios de coches cama después de haber adquirido a todos sus competidores.

### El fin de Pullman
Después de la disolución de 1944, Pullman, Inc. permaneció como empresa matriz, con las siguientes subsidiarias: The Pullman Company para las operaciones de automóviles de pasajeros (pero no la propiedad de automóviles de pasajeros, que pasó a los ferrocarriles miembros) y Pullman-Standard Car. Manufacturing Co., para la fabricación de vehículos de pasajeros y de carga; junto con una gran operación de arrendamiento de vagones de carga bajo el control de la empresa matriz. Pullman, Inc., permaneció separada hasta que se fusionó con Wheelabrator, entonces dirigida por el director ejecutivo Michael D. Dingman, a finales de 1980, lo que llevó a la separación de los intereses de Pullman a principios y mediados de 1981.
Las operaciones de los vagones cama de Pullman Company cesaron y todos los contratos de arrendamiento finalizaron el 31 de diciembre de 1968. El 1 de enero de 1969, se disolvió la Pullman Company y se liquidaron todos los activos. (El resultado más visible en muchos ferrocarriles, incluido Union Pacific, fue que el nombre Pullman fue eliminado del letrero de todos los vagones propiedad de Pullman). A principios de 1970 se llevó a cabo una subasta de todos los activos restantes de Pullman en la planta de Pullman en Chicago. La compañía Pullman, Inc. permaneció vigente hasta 1981 o 1982 para liquidar todos los pasivos y reclamos restantes, operando desde una oficina en Denver.

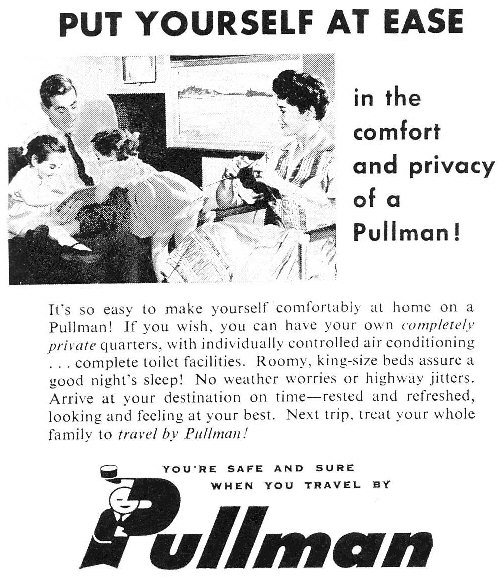
Anuncio de Pullman en el horario del Seaboard Air Line Railroad de 1962

Los diseños de automóviles de pasajeros de Pullman-Standard se escindieron en una compañía separada llamada Pullman Technology, Inc., en 1982. Usando el nombre comercial Transit America, Pullman Technology continuó comercializando su diseño Comet car. (construido por primera vez para el Departamento de Transporte de Nueva Jersey en 1970) para operaciones de cercanías hasta 1987, cuando Bombardier compró Pullman Technology para hacerse con el control de sus diseños y patentes. A finales de 2004, Pullman Technology, Inc. seguía siendo una filial de Bombardier.
Pullman, Inc., escindió su gran flota de vagones de carga arrendados en abril de 1981 como Pullman Leasing Company, que luego pasó a formar parte de ITEL Leasing, conservando la marca de informe PLCX original. Posteriormente, ITEL Rail Leasing (incluida la marca de informe PLCX) se vendió a GE Rail Services.
A mediados de 1981, Pullman, Inc., escindió sus intereses de fabricación de vagones de carga y se convirtió en Pullman Transportation Company. Se cerraron varias plantas y, en 1984, las plantas de fabricación de vagones restantes y los diseños y patentes de vagones de carga Pullman-Standard se vendieron a Trinity Industries.
Después de separarse de sus intereses de fabricación de vagones, Pullman, Inc., continuó como una corporación diversificada, con fusiones y adquisiciones posteriores, incluida una fusión a finales de 1980 con Wheelabrator-Frye, Inc., en la que Pullman se convirtió en una subsidiaria de Wheelabrator- Frye, Inc. En enero de 1982, Wheelabrator-Frye se fusionó con M. W. Kellogg Company, un constructor de grandes chimeneas, silos y chimeneas moldeados in situ. Wheelabrator-Frye mantuvo a Pullman y Kellogg como subsidiarias directas. Más tarde, en 1982, Signal adquirió Wheelabrator-Frye. En 1990, todo el grupo Wheelabrator-Frye se vendió a Waste Management, Inc. Waste Management escindió los intereses de Pullman-Kellogg como Pullman Power Products Corporation y, a finales de 2004, esa empresa operaba como Pullman Power LLC, una subsidiaria de Structural Group, un contratista especializado.
Como nota al margen, otras partes de ingeniería de construcción de Pullman-Kellogg se escindieron como una nueva M. W. Kellogg Corporation y, en diciembre de 1998, pasaron a formar parte de la fusión que formó Kellogg, Brown & Root, un contratista especializado que a su vez Posteriormente se vendió a Halliburton, una empresa de servicios de pozos petroleros. En un eventual movimiento competitivo , otros intereses de ingeniería de Kellogg se fusionaron con Rust Engineering convirtiéndose en Kellogg Rust, que a su vez se convirtió en The Henley Group, y más tarde en Rust International antes de convertirse en la División Rust de lo que hoy es Washington Group International, una firma contratista especializada que compite directamente con Halliburton en todo el mundo. Washington Group International es el sucesor de la corporación de contratación e ingeniería civil Morrison Knudsen y también es propietario de Montana Rail Link.
Después de que se escindiera el último de los intereses de Pullman-Kellogg en Kellogg, y después de que se vendieran las plantas de fabricación de vagones, y con la disolución formal de la antigua Pullman Company (la empresa operativa de la división de 1944), las partes restantes de Pullman Los intereses fueron escindidos en mayo de 1985 por Signal en una nueva Pullman Company. En noviembre de 1985, Pullman compró Peabody International y la nueva empresa adoptó el nuevo nombre de Pullman Peabody. En abril de 1987 (después de que Pullman Technology se vendiera a Bombardier), el nombre se cambió nuevamente a Pullman Company. En julio de 1987, la empresa adquirió Clevite Industries. A finales de abril de 1880, George Pullman anunció sus planes de construir una ciudad y una fábrica para la empresa. El plan de Pullman incluía la expectativa de que el alquiler cobrado por las casas de la ciudad produciría un retorno de la inversión (ROI) del 6%, pero el ROI nunca superó el 4–4 1⁄2%.

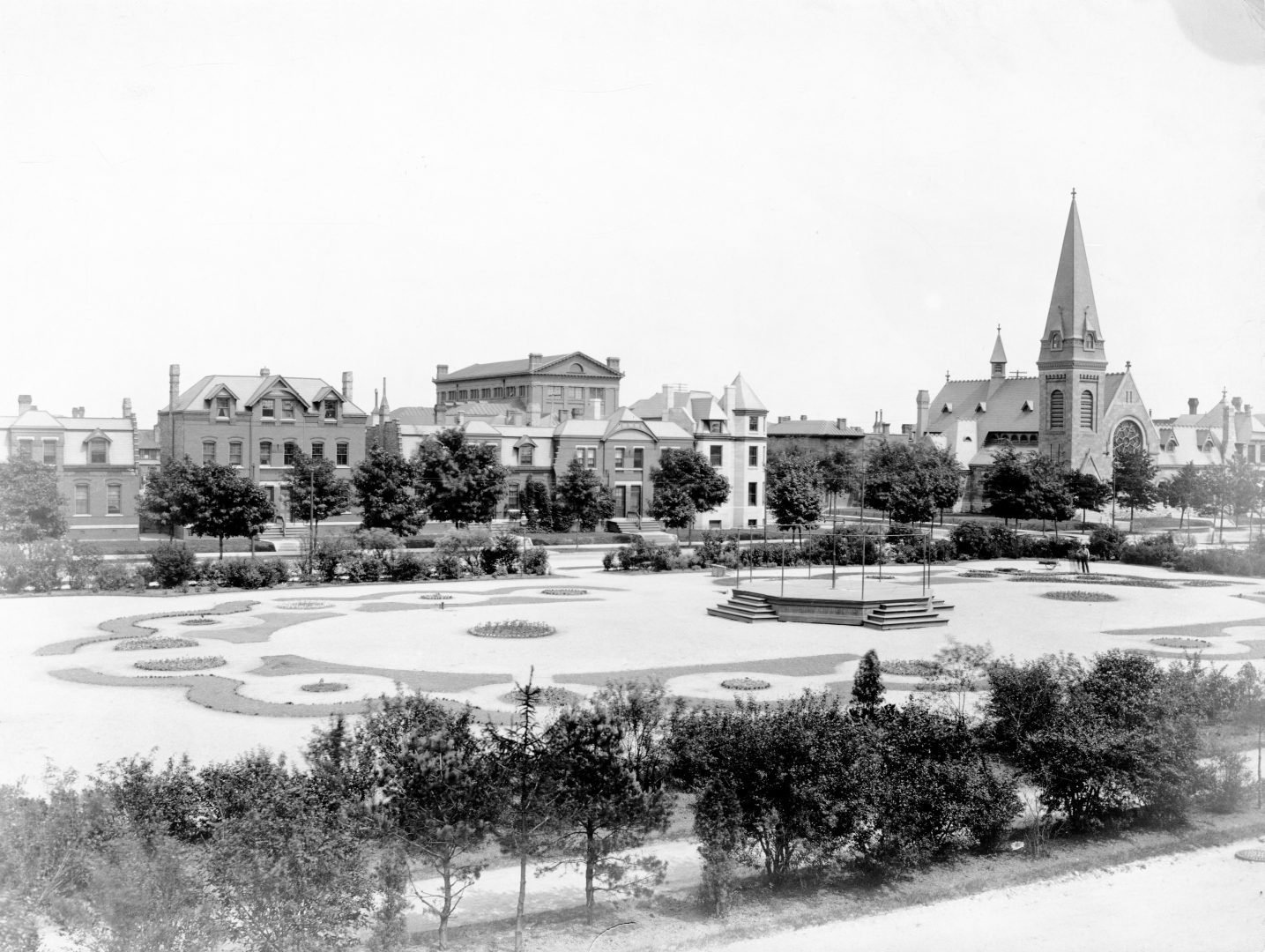
Pullman, Illinois

La empresa construyó Pullman, Illinois en , 14 mi (22,5 km) al sur de Chicago, contratando a Solon Spencer Beman por el diseño y Nathan F. Barrett por el paisajismo. Ambos eran considerados expertos en sus respectivos campos. Beman hizo una pasantía con el arquitecto Richard Upjohn. Barrett ajardinó áreas en Staten Island y Tuxedo, Nueva York, así como en Long Branch, Nueva Jersey. El concepto de gobierno de George Pullman colocó a la ciudad no dentro de los límites de la ciudad de Chicago sino en la ciudad contigua de Hyde Park. El 24 de abril de 1880 se iniciaron los trabajos preliminares. A lo largo de la construcción, Pullman buscó minimizar los costos y maximizar la eficiencia adoptando técnicas de producción en masa siempre que fuera posible. Algunos de los primeros departamentos y talleres creados incluyeron pintura, hierro y carpintería. Estos podrían luego utilizarse para contribuir a la continuación de la construcción. El 1 de enero de 1881, la ciudad estaba lista para recibir a su primer residente. Un capataz del taller de Pullman Company en Detroit, Lee Benson, trasladó a su esposa, su hijo y su hermana a la ciudad. Los exteriores de los edificios eran de ladrillo rojo con moldura de piedra caliza. Los interiores presentaban techos altos y grandes ventanales. Las paredes interiores se pintaron deliberadamente en colores claros con el objetivo de proporcionar un ambiente alegre. Cuando se completó, la ciudad incluía una biblioteca, un teatro, un hotel, iglesia, mercado, granja de aguas residuales, parque y muchos edificios residenciales. El bar del Hotel Florence era el único lugar dentro de los límites de la ciudad donde se podía servir y consumir alcohol. En la zona residencial, 150 acres (60,7 ha)se dedicaron a viviendas, pisos y viviendas unifamiliares con alquileres de $0,50 a $0,75 al mes ($16 a $24). Las residencias contaban con comodidades modernas como gas, agua corriente, plomería interior para aguas residuales y recolección regular de basura. En 1884, había más de 1.400 viviendas y pisos. En julio del año siguiente, la población superó los 8.600.
A cargo de la ciudad de la empresa estaba el agente municipal que era responsable de todos los servicios y negocios, incluido el mantenimiento de calles y edificios, obras de gas y agua, protección contra incendios, el hotel, el sistema de tratamiento de aguas residuales, el vivero y el invernadero. Nueve jefes de departamento y aproximadamente 300 hombres dependían del agente municipal. Con la excepción de la junta escolar, no hubo elecciones. Todos los funcionarios fueron seleccionados por Pullman.
Tras su finalización, la ciudad de la empresa Pullman atrajo la atención nacional. Muchos críticos elogiaron el concepto y la planificación de Pullman. Un artículo periodístico titulado "La ciudad Arcadia: Pullman, la ciudad ideal del mundo" elogió la ciudad como "la ciudad más joven y perfecta del mundo, Pullman; hermosa en cada pertenencia". En febrero de 1885, Harper's Monthly publicó un artículo de Richard T. Ely titulado "Pullman: A Social Study ". Aunque el artículo elogiaba la creación de un ambiente elevado para sus trabajadores, criticaba la influencia omnipresente de la empresa y finalmente llegaba a la conclusión de que "Pullman es antiestadounidense" y "un feudalismo benevolente y bien intencionado".
Durante el pánico de 1893, Pullman cerró su planta de fabricación en Detroit para trasladar toda la fabricación a Pullman. Debido a las débiles condiciones económicas de este período, Pullman Co. redujo los salarios y despidió a sus empleados. Aunque los salarios se redujeron, las tarifas de los servicios públicos residenciales y los alquileres se mantuvieron sin cambios. El 11 de mayo de 1894, los empleados de Pullman Co. abandonaron sus trabajos iniciando la Huelga Pullman. Treinta personas murieron como resultado de los ataques y sabotajes. Al concluir la huelga, tal vez debido a una pérdida de orgullo, la ciudad empresarial de Pullman nunca volvió a ser la misma.
En febrero de 1904, la Pullman Company recibió una orden judicial para vender la ciudad de la empresa, pero retrasó el cumplimiento hasta 1907. Hoy en día, Pullman es un barrio de Chicago, y un distrito histórico en el Agencia de Preservación Histórica de Illinois, Monumento histórico nacional y Listas del Registro Nacional de Lugares Históricos.
En 2014, el Servicio de Parques Nacionales consideró inicialmente el concepto de convertir Pullman en un nuevo Parque Nacional urbano. El 19 de febrero de 2015, la ciudad de la empresa Pullman fue establecida como Monumento Nacional por el presidente Barack Obama.

## Otros sitios Pullman
The Pullman Company operaba varias instalaciones en otras áreas de Estados Unidos. Uno de ellos fue Pullman Shops en Richmond, California, que como vinculado a las vías principales tanto del Pacífico Sur como del Ferrocarril de Santa Fe, dando servicio a su equipo de pasajeros desde todo el oeste de EE. UU. El edificio principal de Richmond Pullman Shops todavía existe, al igual que la vía en la que se encuentra: Pullman Avenue.

## Porteadores
La Pullman Company también se destacó por sus porteadores. Los porteadores atendieron a los pasajeros de primera clase que viajaban en los lujosos vagones cama Pullman.

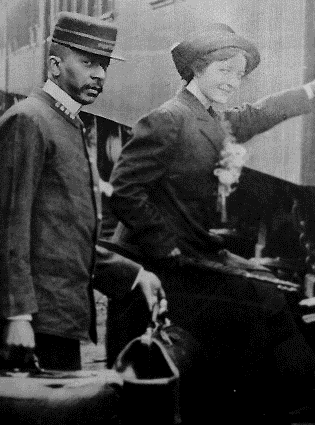
Un portero Pullman asistiendo a un pasajero con su equipaje

Cuando George Pullman comenzó a contratar porteadores en 1868, buscaba personas que hubieran sido entrenadas para ser los sirvientes perfectos. Esto llevó a la empresa a contratar Afroamericanos (muchos, si no todos, de los cuales eran esclavos recién liberados) casi exclusivamente para los puestos de porteadores. Esta decisión de Pullman no fue una decisión de altruismo sino principalmente impulsada por la economía: Pullman pagó a los porteadores negros una miseria, obligándolos a depender de las propinas de su clientela blanca para la mayor parte de sus ganancias. Esto permitió a la empresa aumentar sus ganancias minimizando los salarios pagados a uno de sus puestos más importantes y numerosos.
Ser Pullman Porter se consideraba un trabajo seguro y estable y permitió a decenas de miles de afroamericanos clase media negra acceder a la vida de clase media. Esto tenía poco que ver con los salarios que Pullman les pagaba y más con el flujo confiable de ingresos.
Los antiguos esclavos que trabajaban en una posición servil eran tratados con dureza y con frecuencia eran objeto de abusos verbales y físicos. En 1925, después de décadas de discriminación y maltrato por parte de los pasajeros y de la propia empresa Pullman, los porteadores se organizaron y se convirtieron en el primer sindicato afroamericano. Fundada por A. Philip Randolph los porteadores formaron la Hermandad de porteadores de coches cama (BSCP), que después de años de esfuerzo, luchó y ganó un convenio colectivo en 1937. En su apogeo, la Hermandad de porteadores de coches cama tenía una membresía de más de 18.000 trabajadores ferroviarios de pasajeros en Canadá, México y Estados Unidos.
El legado de los porteadores Pullman va más allá del ferrocarril. A. Philip Randolph tomó las lecciones aprendidas y la experiencia adquirida en la organización de la Hermandad de Porteros de Coches Cama para ayudar a organizar el naciente movimiento de derechos civiles negros. Asimismo, E.D. Nixon, un portero de Pullman y líder de un capítulo local de la Hermandad de porteadores de coches cama, trabajó con uno de sus empleados para ayudar a iniciar el boicot a los autobuses de Montgomery de 1955 en Alabama, utilizando Rosa Parks' arresto como catalizador y grito de guerra para ayudar a organizarlo. Nixon, cuyas tareas como portero a menudo lo dejaban fuera de la ciudad durante varios períodos de tiempo, tuvo que conseguir la ayuda de un joven y enérgico ministro negro nuevo en Montgomery para dirigir el boicot en su ausencia: el Reverendo Martin Luther King, Jr.

## Productos

### Vehículos ferroviarios
| Modelo                                                                                           | Operador                                                           | Introducido        | Retirado                                                              |
| ------------------------------------------------------------------------------------------------ | ------------------------------------------------------------------ | ------------------ | --------------------------------------------------------------------- |
| Tranvías, incluido el Tranvía del Comité de la Conferencia de Presidentes, serie "A"             | ver nota a continuación                                            | 1891               | 1951                                                                  |
| coches interurbanos de acero                                                                     | Ferrocarril de South Shore y South Bend                            | 1926 – 1929        |                                                                       |
| Coche Articulado tránsito rápido coches                                                          | Autoridad de Tránsito de Chicago\|5001 – 5004                      | 1947               | jubilado 1985                                                         |
| Skytop Lounge coches cama                                                                        | Milwaukee Road                                                     | 1948 – 1949        |                                                                       |
| 4400 EMU "tabla de lavar"                                                                        | Ferrocarril de Nueva York, New Haven y Hartford                    | 1954               | Heredado por Penn Central, luego Metro-North, que los retiró en 1983. |
| Existencias de pasajeros MP72/P72/T72/PT72                                                       | Ferrocarril de Long Island                                         | 1955               | Jubilado en 1999                                                      |
| Galería de coches con cabina y autocar (basado en la serie St. Louis Car 7600 para C&NW en 1955) | Compañía de transporte de Chicago y el Noroeste                    | 1956 - 1958 – 1970 |                                                                       |
| Ligero, totalmente de aluminio Train-X                                                           | Nueva York Central (Xplorer), New Haven y Hartford (Dan'l Webster) | 1957               | 1970                                                                  |
| ACMU Coches                                                                                      | Central de Nueva York/Metro-North                                  | 1962 – 1965        |                                                                       |
| Coches Pullman-Standard 01400/01491                                                              | Línea Roja MBTA                                                    | 1963               | 1994                                                                  |
| MP75                                                                                             | Ferrocarril de Long Island                                         | 1963               | Convertidos en autocares de remolque en los años 70                   |
| Coches de tránsito rápido                                                                        | Autoridad de Tránsito de Chicago 2001 – 2180                       | 1964               | Jubilado en 1993                                                      |
| Coches "de aeropuerto"                                                                           | Cleveland] Línea Roja GCRTA                                        | 1967               |                                                                       |
| 01500/01600 Coches Silverbird                                                                    | Línea Roja MBTA                                                    | 1969 – 1970        |                                                                       |
| Cometa I autocar de cercanías                                                                    | NJ Transit                                                         | 1970               |                                                                       |
| R6 R7 (vagón del metro de Nueva York) vagón de metro R7A (vagón del metro de Nueva York)         | Metro de la ciudad de Nueva York                                   | 1936 1937 1938     |                                                                       |
| R46                                                                                              | Metro de la ciudad de Nueva York                                   | 1975 – 1978        |                                                                       |
| Entrenador CTC/BTC-1 (basado en los entrenadores NJDOT/NJT Comet I)                              | Tren de cercanías MBTA                                             | 1978               |                                                                       |
| Superliner                                                                                       | Amtrak                                                             | 1978 – 1981        |                                                                       |
| Galería Serie I-III vagones de pasajeros de dos niveles                                          |                                                                    |                    |                                                                       |

### Galeria
|                                                    |
| A 1792 (Davenport GE10) en Pullman Company en 1928 |

|                              |
| Vagón restaurante Superliner |

El período de construcción del tranvía de Pullman duró desde 1891 hasta 1951. La empresa fue uno de los tres constructores (y uno de los dos únicos en los EE. UU.) del tranvía PCC, un tipo estandarizado de tranvía adquirido por numerosos sistemas de tránsito norteamericanos entre 1936 y 1952 y casi 5.000 de los cuales fueron construidos. Pullman construyó la carrocería del primer automóvil PCC completamente nuevo, un prototipo llamado "modelo B", en 1934, pero los primeros automóviles Pullman PCC de producción en serie no se construyeron hasta 1938 (y se entregaron a principios de 1939). El Calle. Louis Car Company capturó alrededor del 75% del mercado estadounidense de automóviles PCC, y el resto, alrededor del 25%, fue suministrado por Pullman.

### Trolebuses
Además de vehículos ferroviarios, Pullman-Standard también fabricó trolebuses – o trolebuses, como se los conocía más comúnmente en ese momento, a partir de 1931 y concluyó a finales de 1952. La empresa construyó un total de 2.007 trolebuses. La producción tuvo lugar en una antigua planta de Osgood Bradley Car Company en Worcester, Massachusetts, que había quedado bajo el control de Pullman como parte de su 1929/ 30 adquisición de una participación mayoritaria en Standard Steel Car Company. La gran mayoría se construyeron para ciudades de EE. UU., solo 24 se suministraron a ciudades canadienses y un total de 136 se construyeron para ciudades de América del Sur. Los últimos trolebuses construidos fueron un pedido de 30 para Valparaíso, Chile, a finales de 1952. Los trolebuses Pullman de esa ciudad han sobrevivido con creces a cualquier otro y, en 2015, alrededor de una docena todavía estaban en servicio regular allí, cuatro del lote de 1952 y los otros de un grupo más grande construido en 1946–48 pero parcialmente reconstruido en 1987–88. En 2003, los 15 restantes fueron declarados Monumento Histórico Nacional por el gobierno de Chile.

### Publicaciones de Pullman Company
- Pullman Accommodations folleto ilustrado, 1934
- Pullman on Dress Parade folleto ilustrado, 1948
- Go Pullman folleto ilustrado, 1954

### Investigando Pullman
- La Sociedad Histórica y Genealógica de los Suburbanos del Sur tiene registros de aproximadamente 200.000 empleados de Pullman Works.

- Datos: Q2002710
- Multimedia: Pullman Company / Q2002710